# Eubha Akilade
Eubha Akilade (* 27. Juni 1998 in Glasgow) ist eine schottische Schauspielerin und Tänzerin.

## Leben
Eubha Akilades Mutter Christine ist Krankenschwester im Macmillan Cancer Support in Glasgow. Akilade hat einen Bruder und eine Schwester.
Sie besuchte die Dance School of Scotland in Knightswood (Glasgow). Als sie die Rolle der Lily Watson bekam, verließ sie die Schule. Sie hat keine Ausbildung als Schauspielerin.
Eubha Akilade spielte von 2015 bis 2017 in der CBBC-Kinderserie Eve die Rolle der Lily Watson. Im Jahr 2017 spielte sie in zwei Folgen der BBC-Three-Serie Clique. Von 2017 bis 2020 spielte sie die Rolle der Ines Lebreton in der Hulu-Serie Find me in Paris.

## Filmografie
- 2015–2016: Eve (Fernsehserie, 24 Episoden)
- 2017: Clique (Fernsehserie, 2 Episoden)
- 2018–2020: Find me in Paris (Fernsehserie, 78 Episoden)
- 2020: Casualty (Fernsehserie, 1 Episode)
- 2020: Doctors (Fernsehserie, 1 Episode)
- 2022–2024: Mord auf Shetland (Shetland, Fernsehserie, 10 Episoden)
- 2023: Six Four (Fernsehserie, 2 Episoden)
- 2023: Diplomatische Beziehungen (The Diplomat, Fernsehserie, 3 Episoden)